# Jonas-Philip Hagerman
Jonas-Philip Hagerman, född 1774 i Vittskövle, död 4 november 1839 i Paris, var en svensk bankman och ses som grundaren av det Europeiska kvarteret i Paris.
Ursprungligen ska släkten Hagerman ha varit en dansk släkt som bosatte sig i Sverige någon gång på 1600-talet. Jonas-Philip Hagermans far var präst på Vittskövle prästgård och hans farfar hade arbetat i stallet på Vittskövle slott. Jonas-Philip Hagerman kom senare att bli Sveriges konsul i Genua mellan 1820 och 1826 och blev senare bankir i Paris. Hagerman, som föddes i närheten av Vittskövle slott, köpte slottet år 1826 av Christian Barnekow men sålde det vidare till sin bror Gustaf David Hagerman några år senare. Jonas-Philip Hagerman ägde även ett annat slott under sin livstid, nämligen Château de Malmaison, som tidigare varit i Napoleon I:s ägo. Hagerman köpte slottet av prinsessan Augusta av Bayern år 1828. År 1842 köptes slottet av Maria Kristina av Bägge Sicilierna. Hagerman var även delaktig i bygget av Canal de Bourgogne och Canal de Nivernais.

## Skapandet av Europeiska kvarteret
Hagerman, som bodde i Paris, köpte tillsammans med Sylvain Mignon mark i Paris där de senare skulle bygga upp det Europeiska kvarteret som en hyllning till europeiska städer. Det europeiska kvarteret ligger runt torget Place de l'Europe i det åttonde arrondissement och består av 24 gator vars namn är döpta efter europeiska städer. Exempel på gatunamn är: Rue de Stockholm, Rue de Vienne, Rue de Madrid och Rue de Londres. Det finns en tunnelbanestation på tunnelbanelinje 3 som ligger i närheten av Place de l'Europe som fått namnet "Europa". År 2017 döptes platsen om till "Place de l'Europe – Simone Veil" av borgmästaren i Paris.